# Lambda Rising
Lambda Rising es la más antigua librería LGBT de Washington D. C., siendo considerada una de las librerías LGBT más influyentes del mundo. Fundada por Deacon Maccubbin en 1974 con 250 títulos, actualmente es conocida por su amplio catálogo de libros, que van desde la teoría queer, la religión, a los libros eróticos, así como DVD, CD de música y regalos.
La librería se encontraba inicialmente en un local de 30 m² en el número 1724 de 20th Street NW. En 1979 se trasladó a un espacio de 84 m² en el número 2001 de S Street NW y, finalmente, en 1984, se trasladó a un local de 186 m² en el número 1625 de Connecticut Avenue, en el Dupont Circle, uno de los barrios gais de Washington.
La principal tienda está en la avenida Connecticut en el barrio de Dupont Circle de Washington D. C. También tenía una tienda en Rehoboth Beach, Delaware. Una tercera tienda en Baltimore, que se cree es la única librería gay de Maryland, cerró en primavera de 2008, tras estar abierta casi un cuarto de siglo. El director de cine John Waters declaró que el cierre era «muy, muy triste». Waters, un cliente de muchos años, afirmó que la tienda de Baltimore fue «una librería realmente buena, con un toque adicional de porno [...] siempre entré a para encontrar libros que no conocía y no podía encontrar en ningún otro sitio». Una cuarta tienda en Norfolk, Virginia, cerró en junio de 2007.

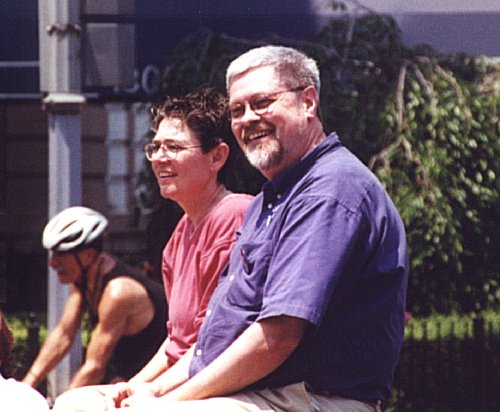
El diácono Maccubbin (con camisa azul), fundador y dueño de las librerías Lambda Rising en Capital Pride, la manifestación del orgullo gay de Washington en 2003.

En febrero de 1975 Lambda Rising hizo el primer anuncio de televisión orientado al público gay; se emitió en la cadena WRC (perteneciente y operada por NBC) y WTOP (la televisión local afiliada a la CBS, ahora bajo el nombre de WUSA). También en 1975, Lambda Rising organizó Capital Pride, la manifestación del orgullo gay de Washington, y continuó organizándola los siguientes cuatro años antes de entregar la organización a una ONG.
Para apoyar la literatura LGBT, Lambda Rising creó el Lambda Book Report en 1987 y el Lambda Literary Award en 1989. En 1996 Lambda Rising ayudó en la creación de la Lambda Literary Foundation para dirigir ambos proyectos.
En febrero de 2003, Lambda Rising compró la librería Oscar Wilde Bookshop, la primera librería gay-lésbica y la salvó del cierre. La Oscar Wilde Bookshop, fundada por Craig Rodwell en 1967, situada en la esquina de las calles Christopher y Gay en Manhattan. Tras trabajar con los empleados de Nueva York durante tres años y conseguir que la tienda tuviese una base financiera sólida, la vendió a sus gerentes, para devolver la librería al control local.
En diciembre de 2009, Maccubbin anunció que las dos librerías de Lambda Rising cerrarían en enero de 2010. En su declaración, Maccubbin afirmó:

The phrase 'mission accomplished' has gotten a bad rap in recent years, but in this case, it certainly applies.
When we set out to establish Lambda Rising in 1974, it was intended as a demonstration of the demand for gay and lesbian literature. We thought... we could encourage the writing and publishing of LGBT books, and sooner or later other bookstores would put those books on their own shelves and there would be less need for a specifically gay and lesbian bookstore. Today, 35 years later, nearly every general bookstore carries LGBT books.
La frase «misión cumplida» ha conseguido mala fama en los últimos años, pero en este caso, ciertamente es adecuada.
Cuando nos decidimos a crear Lambda Rising en 1974, teníamos la intención de demostrar la demanda de literatura gay y lésbica. Pensamos... que podíamos fomentar la escritura y publicación de libros LGBT y que, más pronto o más tarde, otras librerías pondrían esos libros en sus propias estanterías y que habría menos necesidad de una librería específicamente gay y lésbica. Hoy, 35 años después, casi cualquier librería generalista vende libros LGBT.

Maccubbin

La librería cerró sus puertas el 24 de enero de 2010.